# Dmitri Mendeleïev
« Mendeleïev » redirige ici. Pour les autres significations, voir Mendeleïev (homonymie).
Dmitri Ivanovitch Mendeleïev (parfois écrit Dimitri, en russe d'époque Дмитрій Ивановичъ Менделѣевъ ; en russe moderne Дмитрий Иванович Менделеев, [ˈdmʲitrʲɪj ɪˈvanəvʲɪtɕ mʲɪndʲɪˈlʲejɪf] ), né le 27 janvier 1834 (8 février dans le calendrier grégorien) à Tobolsk et mort le 20 janvier 1907 (2 février dans le calendrier grégorien) à Saint-Pétersbourg, est un chimiste russe.
Il est principalement connu pour son travail sur la classification périodique des éléments, publiée en 1869-1870 et également appelée « tableau de Mendeleïev ». Il déclara que les éléments chimiques pouvaient être arrangés selon un modèle qui permettait de prévoir les propriétés des éléments encore non découverts.

## Enfance, études et début de la carrière scientifique

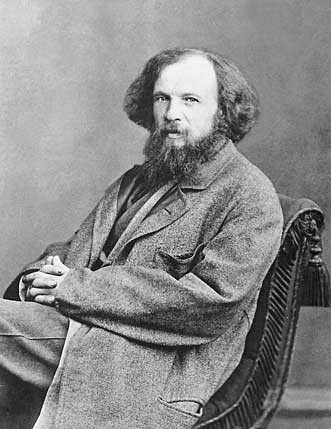
Mendeleïev en 1861 ; photographie de Sergueï Levitski.

Mendeleïev est né à Tobolsk, en Sibérie, en Russie. Il était le cadet des nombreux enfants d'Ivan Pavlovitch Mendeleïev et de son épouse, née Maria Dimitrievna Kornilieva (le douzième selon Michael Gordin, historien des sciences). Il entre à l'âge de quinze ans au lycée de Tobolsk, après la mort de son père. En 1849, la famille devenue pauvre s'installe à Saint-Pétersbourg et Dmitri entre à l'université en 1850. Après avoir reçu son diplôme, il contracte la tuberculose, ce qui l'oblige à se déplacer dans la péninsule criméenne près de la mer Noire en 1855, où il devient responsable des sciences du lycée local. Il revient complètement guéri à Saint-Pétersbourg en 1856. C'est dans cette ville qu'il étudie la chimie et est diplômé en 1856. À 25 ans, il vient travailler à Heidelberg avec des savants comme Robert Bunsen et Gustav Kirchhoff.
Entre 1859 et 1861, il travaille sur la densité des gaz à Paris, et au fonctionnement du spectroscope avec Gustav Kirchhoff à Heidelberg.
En 1863, après son retour en Russie, il devient professeur de chimie à l'institut technologique et à l'université de Saint-Pétersbourg. Il épouse cette même année Feozva (dite Fiza) Nikititchna Lechtcheva (1828-1905) (Феозва Никитична Лещева) à l'église de l'université technique du génie militaire (où il enseignait). Ce mariage se solde par un divorce en 1882, environ un mois après son second mariage à Anna Ivanovna Popova (1860-1942) (Анна Ивановна Попова).
En 1864, il soutient sa thèse de doctorat intitulée Considérations sur la combinaison de l'alcool et de l'eau. En 1867, il est nommé professeur de chimie minérale à l'université de Saint-Pétersbourg.

## Classification périodique des éléments

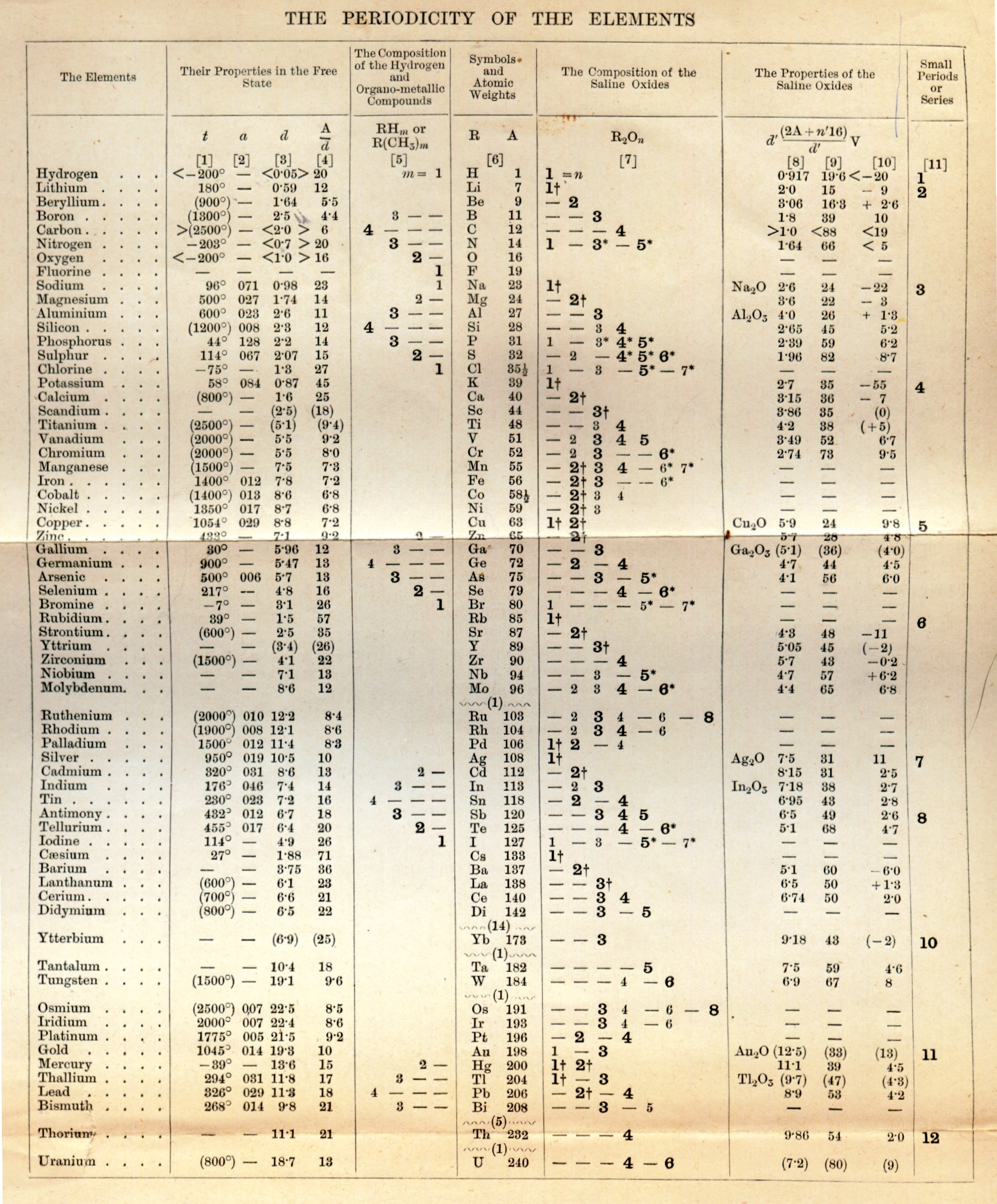
L'une des formes du tableau périodique de Mendeleïev, de la première version anglaise de son ouvrage de référence (1891, basé sur la 5e édition russe).

En 1865, le chimiste britannique John Newlands édicta sa loi des octaves. Mendeleïev avait travaillé sur une idée semblable et, le 6 mars 1869, une présentation formelle fut faite à la société russe de chimie, intitulée La dépendance entre les propriétés des masses atomiques des éléments, énonçant :
1. Les éléments, lorsqu'ils sont disposés selon leur masse atomique, montrent une périodicité apparente de leurs propriétés.
2. Les éléments qui sont semblables en ce qui concerne leurs propriétés chimiques ont des masses atomiques qui sont peu éloignées ou proches de la même valeur (par exemple Pt, Ir, Os) ou qui augmentent régulièrement (par exemple K, Rb, Cs).
3. L'arrangement des éléments, ou des groupes d'éléments dans l'ordre de leurs masses atomiques, correspond à leurs prétendues valences, aussi bien que, dans une certaine mesure, à leurs propriétés chimiques distinctives.
4. Les éléments qui sont le plus largement représentés dans la nature ont de petites masses atomiques.
5. L'importance de la masse atomique détermine le caractère de l'élément, de même que l'importance de la molécule détermine le caractère d'un corps composé.
6. Nous devons nous attendre à la découverte de nombreux éléments jusqu'ici inconnus. Par exemple des éléments analogues à l'aluminium et au silicium dont la masse atomique serait comprise entre 65 et 75.
7. La masse atomique d'un élément peut parfois être modifiée par une connaissance de la masse de ses éléments contigus. Ainsi, la masse atomique du tellure doit se trouver entre 123 et 126, et ne peut pas être 128.
8. Certaines propriétés caractéristiques des éléments peuvent être prévues à partir de leur masse atomique.

Inconnu de Mendeleïev, Lothar Meyer travailla à une classification périodique pratiquement identique bien qu'il n'ait pas reconnu la possibilité de prévoir l'existence de nouveaux éléments et de corriger les masses atomiques. Meyer et Mendeleïev peuvent être considérés comme les créateurs de cette classification.

## Autres travaux

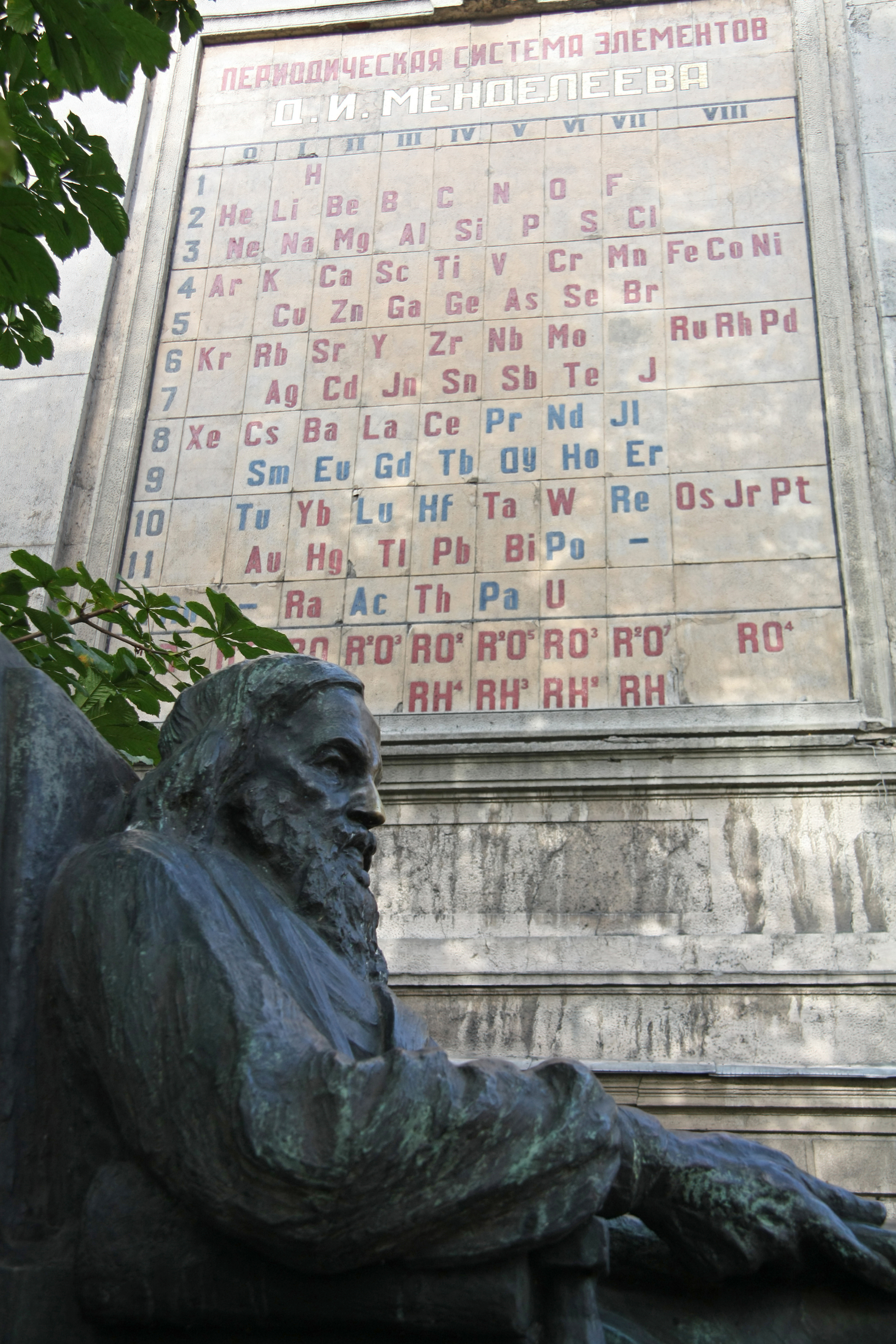
Statue de Mendeleïev et bas-relief représentant son chef d’œuvre, la table périodique des éléments chimiques.

En plus de ses travaux sur la classification des éléments, Mendeleïev effectua des recherches scientifiques très variées. Le chimiste et historien des sciences russe L. A. Tschugaeff l'a défini comme « un chimiste de génie, physicien de première classe, chercheur prolifique dans le domaine de l'hydrodynamique, la météorologie, la géologie, certaines branches de la chimie appliquée (explosifs, pétrole, carburants...) et d'autres disciplines proches de la chimie et de la physique, un expert de l'industrie chimique et de la chimie en général, et un penseur original dans le domaine économique ». En 1869, il fut parmi les fondateurs de la Société russe de chimie. Il travailla également sur la théorie et les effets du protectionnisme en agriculture.
Nommé directeur du Conservatoire des étalons des poids et des mesures de Russie en 1893, il entreprit d'unifier une bonne fois pour toutes les unités de mesure à travers l'Empire Russe, d'imposer au commerce et à l'industrie l'emploi d'unités identiques et définies scientifiquement, enfin d'orchestrer la conversion du pays au système métrique. On peut dire que l'adoption du système international en Russie, d'abord optionnelle en 1899, puis obligatoire après la Révolution de 1917, est intimement liée à l'action de Mendeleïev en tant que coordinateur et administrateur. À partir de 1894, son institut publiait son propre journal scientifique, le Vremennik Glavnoi Palaty mer i vesov,.
En 1902, dans une tentative de donner une explication chimique à l'éther, il formula une hypothèse en supposant l'existence de deux éléments chimiques inertes plus légers que l'hydrogène. Le plus léger des deux était supposé tout pénétrer, et le plus lourd un nouvel élément dont l'existence était supposée à l'époque et appelé coronium (d'après le latin « corona » — couronne — parce qu'il avait cru le détecter dans le spectre de la couronne solaire).
Mendeleïev consacra également beaucoup de temps et effectua des travaux importants pour la détermination de la nature des solutions. Dans le domaine de la chimie physique, il travailla sur la dilatation thermique des liquides. Il obtint notamment une formule similaire à la loi de Gay-Lussac de dilatation des gaz. En 1861, il anticipa l'idée de Thomas Andrews de température critique en définissant la température d'ébullition absolue d'un composé comme la température à laquelle la cohésion du liquide et la chaleur de vaporisation deviennent nulles et le liquide se change en vapeur indépendamment de la pression et du volume.
Il étudia également les origines du pétrole et conclut que les hydrocarbures se forment dans les profondeurs de la Terre : « Le fait capital à noter est que le pétrole est né dans les profondeurs de la terre, et c'est là seulement que nous devons rechercher son origine ». Ce postulat est nommé théorie du pétrole abiotique.

## Mendeleïev lobbyiste
À la fin des années 1850, la Russie est largement en tête de la production mondiale de pétrole grâce aux puits de Bakou. Mais dès 1860 elle est dépassée par les États-Unis. Le système des concessions en vigueur en Russie est une des raisons de cet affaiblissement russe. Le droit d'exploiter est concédé par l'État pour une période de quatre ans seulement, période trop courte pour que les concessionnaires investissent de manière importante en matériel couteux qu'ils devront abandonner si la concession n'est pas renouvelée. Par ailleurs une taxe écrasante a été instaurée par l'État russe qui affaiblit son pétrole.
Mendeleïev est un scientifique génial mais aussi un pragmatique qui considère de son devoir de développer la future richesse nationale qu'est le pétrole. Il travaille à cette fin pour l'industriel Vassili Kokorev (1817-1889) qui finance ses laboratoires. Mais Mendeleïev devient aussi un efficace lobbyiste : il effectue des démarches en haut lieu pour faire supprimer le système des concessions et la taxe sur le kérosène. Une commission spéciale est créée pour examiner les problèmes. Après cinq ans d'un travail acharné, il obtient pour les industriels du secteur l'abolition du système des concessions et de la taxe. La branche du pétrole explose. Entre 1872 et 1879, la production est multipliée par quinze.

## Reconnaissance nationale et internationale

### De son vivant
En 1882, il reçut la médaille Davy de la Royal Society, en 1889 le Faraday Lectureship de la Royal society of chemistry et en 1905 la médaille Copley de la Royal Society. Il meurt d'une pneumonie à Saint-Pétersbourg le 2 février 1907 et est enterré au cimetière Volkovo, toujours à Saint-Pétersbourg.
Bien que Mendeleïev eût été largement honoré par des organismes scientifiques à travers l'Europe, ses activités politiques inquiétaient le gouvernement russe, ce qui a mené à sa démission de l'université de Saint-Pétersbourg le 17 août 1890.

### Posthume
Le 17 septembre 1925, Léon Trotski prononce un discours sur la science et sur Mendeleïev devant le 4e congrès Mendeleïev de chimie pure et appliquée.
En 1955, l'élément 101 a été baptisé mendélévium en son honneur.
Le cratère Mendeleïev, situé sur la face cachée de la Lune et mesurant 313 kilomètres de diamètre, porte son nom.
La dorsale de Mendeleïev, dans l'océan Arctique, est nommée en son honneur.
L'astéroïde (2769) Mendeleïev porte également son nom.
Un jeu de société permettant l'apprentissage du tableau a vu le jour fin 2015.
Un doodle lui est dédié le 8 février 2016 sur la page d'accueil de Google.
Le 29 janvier 2019 eut lieu la cérémonie d'ouverture de l'année internationale du tableau périodique de Mendeleïev, à la maison de l'UNESCO à Paris.

## Folklore
Une légende folklorique russe prétend que Mendeleïev serait « l'inventeur de la vodka », ou pour être exact que c'est lui qui aurait déterminé le degré idéal d'alcool de la vodka à 38° qui aurait par la suite été fixé à 40° pour faciliter le calcul de taxes sur l'alcool,. Cette légende s'appuie entre autres éléments sur le fait que Mendeleïev fut nommé directeur du bureau des poids et des mesures de Saint-Pétersbourg en 1893 et sur le fait que sa thèse doctorale portait sur la combinaison de l'alcool et de l'eau. Si l'histoire reste très populaire, elle est contredite par les faits, le degré alcoolique normalisé de la vodka à 40° ayant été introduit en Russie dès 1843 (alors que Mendeleïev n'avait que 9 ans) et sa thèse portant sur des combinaisons eau/alcool pour des titres beaucoup plus élevés (de l'ordre de 70°).

## Citations
« Ce matériau est trop précieux pour être brûlé ; quand nous brûlons du pétrole, nous brûlons de l’argent ; il faut l’utiliser comme matière première de la synthèse chimique. »

— 1882, dans une lettre adressée au tsar Alexandre III[réf. nécessaire]

## Famille
De son premier mariage, Mendeleïev a trois enfants :
- Maria (1863), morte en bas âge.
- Vladimir (1865-1898).
- Olga (1868-1950).

De son second mariage, il a cinq enfants :
- Lioubov Blok (1881-1939), actrice et historienne du ballet, qui fut l'épouse du célèbre poète Alexandre Blok ;
- Ivan Mendeleïev (1883-1936), météorologue[19] ;
- Les jumeaux Maria et Vassili ;
- Polina Mendeléef (1888-1958), devint bactériologiste et cancérologue et s'installa en Belgique (dont elle prit la nationalité) où elle travailla à l'université libre de Bruxelles.